# Paenibacillus
Paenibacillus — рід грам-позитивних спороутворюючих паличкоподібних бактерій. Раніше представники цього роду входили до рРНК групи 3 роду Bacillus, але в 1993 році Еш, Пріст і Коллінс запропонували вивести представників групи 3 до окремого роду Paenibacillus з типовим видом Paenibacillus polymyxaтиповий.
Назва роду походить від латинського слова paene — «майже» — в назві роду відображена схожість з родом Bacillus (назву роду можна буквально перевести як «майже Bacillus»). До роду входить Paenibacillus larvae, збудник бактеріального захворювання бджіл — американського гнильця (англ. American foulbrood); типовий вид роду Paenibacillus polymyxa є відомим продуцентом антибіотику поліміксину.

## Біологічні властивості
Представники роду — хемоорганогетеротрофи аероби або факультативні анаероби. Здатні до гідролізу великої кількості біополімерів, деякі види синтезують целюлази і агарази, що здійснюють, відповідно, гідроліз целюлози і агару. Paenibacillus naphthalenovorans здатна до руйнування нафталіну. Деякі представники здатні до фіксації азоту.
Рід представлений паличкоподібними бактеріями, що утворюють термостійкі ендоспори. Деякі види рухомі та мають джгутики. Більшість представників — мезофіли, але також є і термофільні представники. Представники роду мешкають в ґрунті, ризосфері рослин, є ендофітні штами, що колонізують тканини рослин, а деякі представники патогенні для комах. Багато бактерій роду продукують антимікробні речовини, що мають бактерицидну і фунгіцидну дію.